# Gowripura, Jagalur
Gowripura là một làng thuộc tehsil Jagalur, huyện Davanagere, bang Karnataka, Ấn Độ.